# Acrotaeniostola fuscinotum
Acrotaeniostola fuscinotum är en tvåvingeart som beskrevs av Erich Martin Hering 1938. Acrotaeniostola fuscinotum ingår i släktet Acrotaeniostola och familjen borrflugor. Inga underarter finns listade i Catalogue of Life.